# Niederländische Cricket-Nationalmannschaft
Die niederländische Cricket-Nationalmannschaft (niederländisch Nederlands cricketelftal), deren Spieler auch unter den Spitznamen Oranje und Flying Dutchmen bekannt sind, vertritt die Niederlande auf internationaler Ebene in der Sportart Cricket. Das Team wird vom Koninklijke Nederlandse Cricket Bond (KNCB) geleitet und ist seit 1966 assoziiertes Mitglied im International Cricket Council. Damit gehört es zur zweiten Reihe der Nationalmannschaften und die niederländische Mannschaft gilt traditionellerweise als die stärkste Nationalmannschaft Europas außerhalb der Britischen Inseln. Sie verfügt seit 2019, wie alle ICC-Mitglieder, über vollen T20I-Status. Der bisher größte Erfolg waren fünf Vorrunden bei Cricket World Cups (1996, 2003, 2007, 2011 und 2023), bei der ICC Champions Trophy 2002 sowie das Erreichen der Hauptrunde beim T20 World Cup (2014 und 2022).

## Geschichte

### Einführung und Verbreitung des Crickets

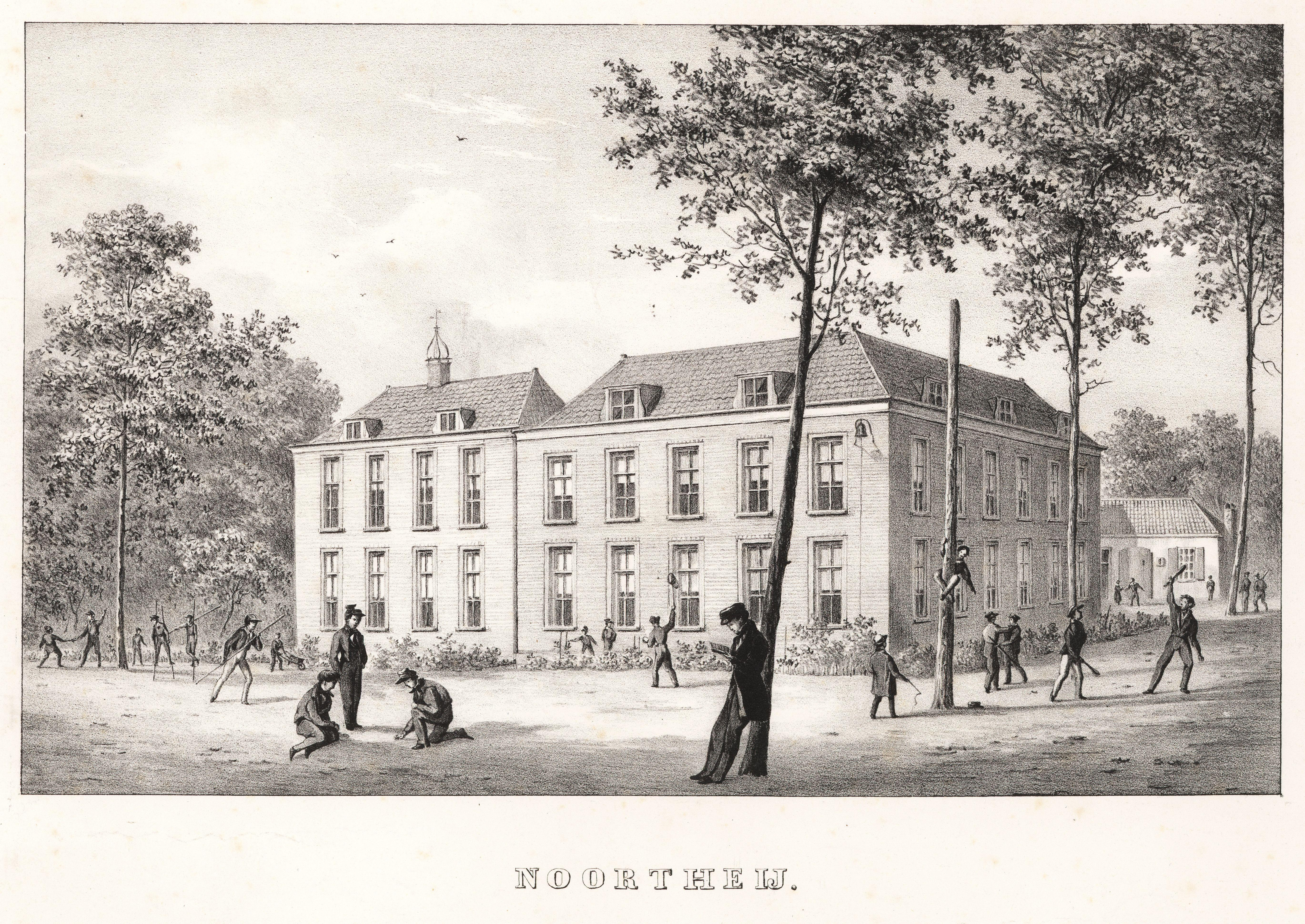
Das frühere Instituut Noorthey, an dem unter anderem auch Cricket unterrichtet wurde, 1849

Ein englischer Händler brachte Cricket erstmals in den 1780er Jahren in die Niederlande, genauer nach Scheveningen. Der in Amsterdam tätige Kaufmann Thomas Hope berichtete in den 1790er Jahren, dass das Cricket für die niederländische Gemeinde in Rom eine wichtige Freizeitbeschäftigung war. Spätestens jedoch seit der Anwesenheit britischer Soldaten in den Napoleonischen Kriegen zu Beginn des 19. Jahrhunderts ist das Cricketspiel in den Niederlanden bekannt.
Die nächste Erwähnung des Crickets findet sich 1845, als Schüler am Instituut Noorthey in Leidschendam diesen Sport ausübten. Im darauf folgenden Jahr wird berichtet, wie südafrikanische Studenten an der Universität Utrecht Cricket spielen. 1856 spielten Studenten von der Kapkolonie und aus den Niederlanden Cricket in Utrecht. 1857 erfolgte in Leidschendam die Gründung des ersten Cricketclubs der Niederlande.
Danach entwickelte sich der Sport langsam, wobei ihn vor allem niederländische Aristokraten mit Kontakten nach England ausübten. 1875 wurde in Deventer mit Utile Dulci der älteste niederländische Cricketclub gegründet, der bis heute aktiv ist, 1878 folgte der Haagsche CC und 1881 Rood en Wit in Haarlem. Spätestens ab Mitte der 1870er Jahre beschleunigte sich mit der Gründung weiterer Cricketclubs die Entwicklung des Crickets in den Niederlanden. Der Sport erfreute sich vor allem aufgrund der victorianischen Werte von Fair Play, Amateurismus und Exklusivität einer gewissen Beliebtheit. Gegen 1888 gab es 18 Cricketclubs in den Niederlanden mit etwa 300 Mitgliedern. Diese spielten teilweise nach eigenen Regeln, die nicht immer mit denen des Marylebone Cricket Club (MCC) übereinstimmten. So galt es beim Club in Deventer als unfair, den Ball hinter das Wicket zu schlagen und auf diese Weise Runs zu erzielen.

### Erste Jahre der Nationalmannschaft
Die niederländische Cricket-Nationalmannschaft bestritt ihr erstes Spiel 1881. Sie lief mit 22 Spielern gegen eine Mannschaft aus Uxbridge auf, verlor jedoch mit einem Innings. Nachdem die Notwendigkeit einer zentralen Organisation des Crickets in den Niederlanden deutlich geworden war, wurde am 30. September 1883 auf Initiative des Haagsche Cricketclub und 18 weiterer Gründungsmitglieder, von denen vier heute noch existieren (HCC, Hercules Utrecht, Hilversum und UD Deventer), der Nederlandse Cricket Bond (NCB) gegründet. Zur Zeit der Verbandsgründung war das Niveau des Crickets in den Niederlanden bescheiden. Das Bowling geschah meist aus dem Unterarm heraus und die Spiele fanden auf jedem halbwegs ebenen Platz statt. 1899 engagierte der Verband den Engländer Arthur Bentley, der das Niveau des niederländischen Crickets verbessern sollte. Er führte moderne Bowling-Methoden ein und auch das Batting und Fielding verbesserten sich unter ihm deutlich. Die Entwicklung des Crickets im europäischen Teil der Niederlande beeinflusste auch die niederländischen Überseegebiete und so etablierte sich der Sport in Sint Maarten, das jedoch Spieler für das West Indies Cricket Team stellt, das seit 1928 über Test-Cricket-Status verfügt.
Während der 1880er und 1890er Jahre besuchten englische Clubmannschaften die Niederlande regelmäßig. Der von diesen Clubs an den Tag gelegte Dresscode, der Spielstil und das Auftreten wurden von den Niederländern nachgeahmt. 1884 gewann der Haagsche CC die erste nationale Meisterschaft. 1886 begann die englische Nationalmannschaft die Niederlande zu besuchen und 1888 spielte eine englische Mannschaft, angeführt von Lord Sheffield, in Den Haag. Sir Arthur Conan Doyle, der Autor von unter anderem Sherlock Holmes, spielte in der Mannschaft von 1891. 1892 waren die „Here van Holland“ die erste niederländische Mannschaft und die erste Cricket-Mannschaft von außerhalb des Britischen Weltreiches, die England besuchten. In Yorkshire spielten sie fünf Matches gegen Clubmannschaften. 1893 besuchte die Mannschaft Yorkshires die Niederlande und spielte in Heemstede gegen „All Holland“ und während der Tour nahm der spin bowler Ted Peate in den Innings beider Spiele jeweils neun Wickets. 1894 besuchte sie abermals England und spielte ein Match gegen den MCC im Lord’s, das der Gastgeber mit einem Innings und 169 Runs gewann. Die Besuche englischer Mannschaften hielten in den 1890er Jahren an und während einer der Touren debütierte Carst Posthuma, der später der erste niederländische First-Class-Spieler werden sollte. Während seiner Laufbahn in den Niederlanden erzielte er insgesamt 2339 Wickets mit einer Average von 8.66.
Gegen Ende des 19. Jahrhunderts war Cricket kurze Zeit in der Oberschicht der Bevölkerung beliebt, nach 1890 wurde jedoch Fußball beliebter. Viele Cricketclubs wandelten sich zu Fußballvereinen, nachdem sie oft noch eine Weile beide Sportarten betrieben hatten. Ganz verschwunden ist der Sport aber nie. In den großbürgerlichen Kreisen der Randstad behielt Cricket eine beschränkte Anhängerschaft. Im ersten Jahrzehnt des 20. Jahrhunderts büßte das Cricket in den Niederlanden weiter an Beliebtheit ein, vor allem unter jungen Sportlern, was teils auf die niederländische Sympathie mit den Buren während des Zweiten Burenkrieges zurückzuführen ist, aufgrund dessen viele keine Sportart ausüben wollten, die sie mit England assoziierten.

### Zunehmende internationale Kontakte
1901 tourten die „Here van Holland“ wieder nach England und das niederländische Cricket erwies sich als gefestigter. Auf der Tour spielten sie fünf Matches und erzielten zwei Remis, während die anderen in Niederlagen endeten. In einem Spiel erzielten die Niederländer 377 Runs mit dem Verlust aller Wickets, dennoch gewann der MCC mit 485 Runs. 1905 trafen sie in Antwerpen erstmals auf Belgien und erzielten ein Unentschieden. 1908 steuerte J.C. Schröder gegen Belgien in Antwerpen 117 Runs zum Gesamtergebnis von 240 Runs bei. 1910 besuchte die niederländische Mannschaft Belgien für ein Turnier während der Weltausstellung in Brüssel, an dem neben dem Gastgeber auch der MCC und Frankreich teilnahmen. Sie verlor gegen den MCC mit zwei Wickets, und gegen Frankreich mit 63 Runs, woraufhin ihnen ein Sieg gegen Belgien mit 116 Runs gelang. 1915 wurden im Ersten Weltkrieg, bei dem sich die Niederlande neutral verhielten, viele britische Offiziere interniert und schlossen sich örtlichen Cricketclubs an. Eine so zusammengestellte Mannschaft gewann 1918 sogar die niederländische Meisterschaft. Bis 1937, nur unterbrochen durch den Ersten Weltkrieg, spielten die Niederlande regelmäßig gegen Belgien.
Nach Kriegsende, als die britischen Truppen das Land wieder verlassen hatten, reagierte der niederländische Verband und suchte Gegner aus Übersee, gegen die die Nationalmannschaft antreten konnte. Die 1921 gegründeten „Flamingos“, eine niederländische Tourmannschaft, unternahmen mehrere Touren nach England, so erstmals 1922. Ebenso empfing man weiterhin englische Mannschaften in den Niederlanden. Als Folge dieser Entwicklungen gründeten sich in den 1920er Jahren neue Clubs oder kehrten in den aktiven Spielbetrieb zurück. Obschon Cricket weiterhin als Sport der Elite galt, nahm die Anzahl der Spieler zu und immer mehr Menschen übernahmen Cricket als Freizeitbeschäftigung, die Werte von Amateurismus und Sportlichkeit vertrat. Die 1930er Jahre gelten mithin als die Blütezeit im niederländischen Cricket. 1934 wurde die erste niederländische Frauenmeisterschaft ins Leben gerufen und die niederländische Frauen-Cricket-Nationalmannschaft spielte 1937 zwei Matches gegen Australien, verlor in beiden jedoch deutlich. Nach dem deutschen Überfall auf die Niederlande 1940 kam das Cricket beinahe zum Erliegen und konnte nur im Geheimen ausgeübt werden. Die Nationalsozialisten verunglimpften den Sport als „unmännlich“ und „ungermanisch“; er galt ihnen als „nicht gewalttätig“ genug. Dennoch hielten örtliche Enthusiasten Cricket am Leben und trotz der Anwesenheit der Besatzer und der Zerstörungen während des Zweiten Weltkrieges gelang es, etwa 300 Spiele pro Jahr zur organisieren.
In den ersten Nachkriegsjahren wurden einige Spiele zwischen örtlichen Clubs und den britischen Truppen organisiert. Ab 1951, beginnend mit Südafrika, besuchten die meisten der Testnationen während oder zum Ende ihrer Englandtouren auch die Niederlande und gewannen oft deutlich. 1953 war Australien zu Gast und gewann in Den Haag mit 153 Runs, 1957 erfolgte der Besuch der West Indies. 1955 trafen die Niederländer erstmals auf Dänemark (beide Spiele endeten im Remis), womit die continental tests zwischen beiden Mannschaften begannen, die bis 1981 fortgesetzt wurden. 1958 erhielt der niederländische Verband von Königin Juliana eine königliche Urkunde und darf sich seitdem „Koninklijke Nederlandse Cricket Bond“ (KNCB) nennen.

### Die Jahre als assoziiertes Mitglied

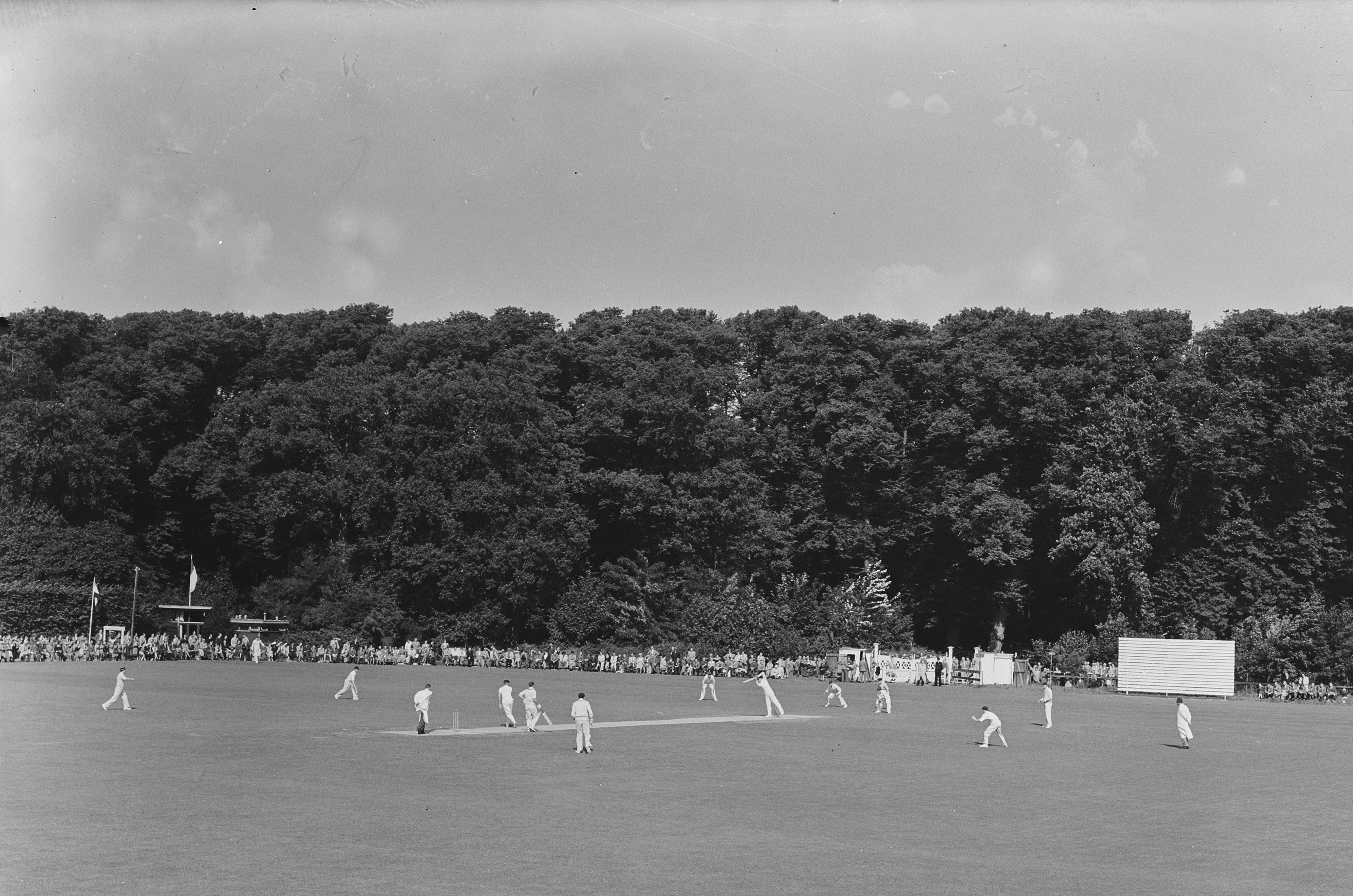
Cricketspiel zwischen den Niederlanden und Südafrika auf dem VRA Cricket Ground in Amstelveen am 16. September 1951

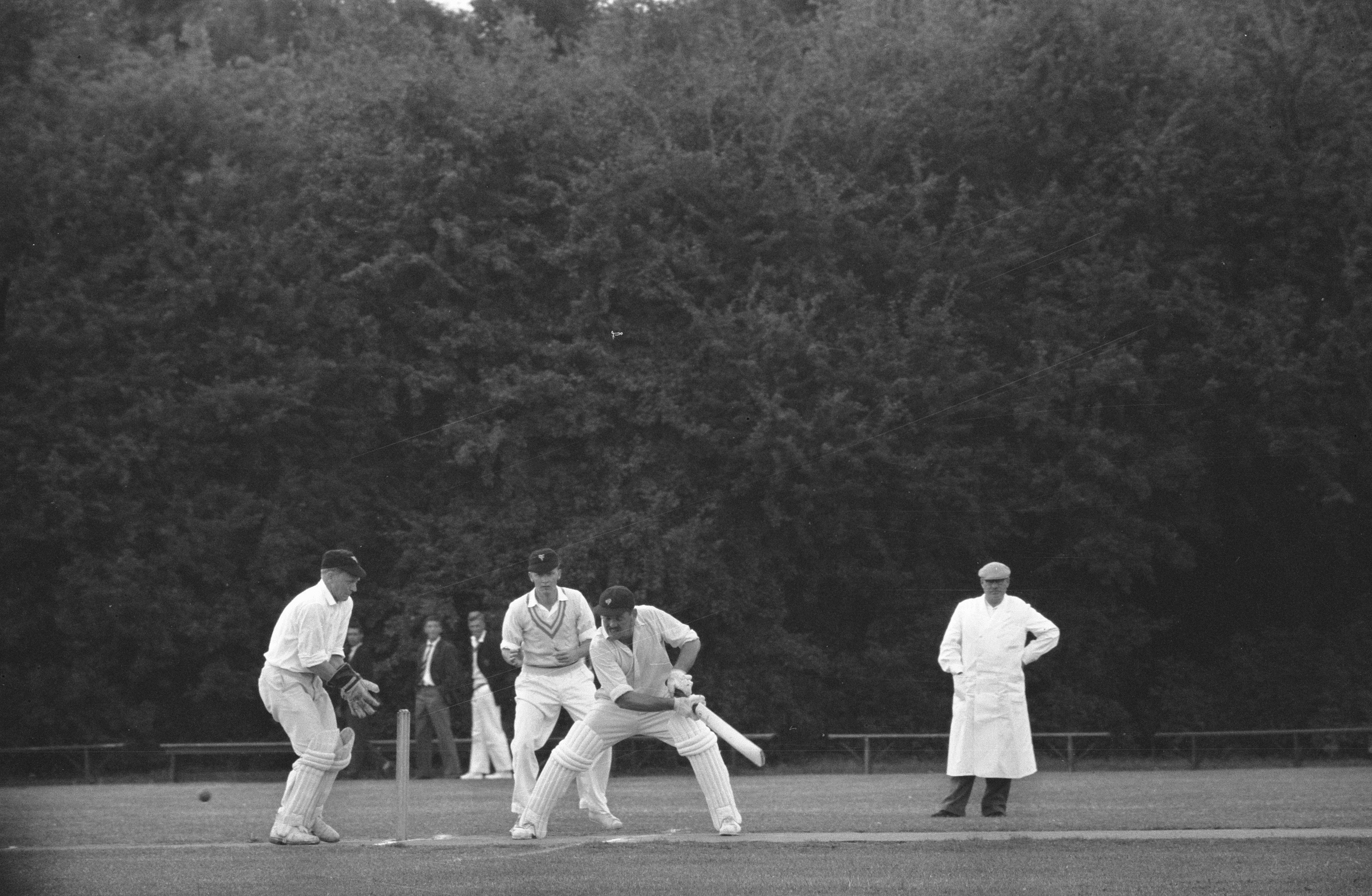
Cricketspiel zwischen den Niederlanden und Dänemark auf dem VRA Cricket Ground in Amstelveen am 25. Juli 1959

1963 nahm W.A. Pierhagen gegen Dänemark 14 Wickets. Im August 1964 gelang der niederländischen Mannschaft der erste Sieg gegen eine der Testnationen, als sie Australien (während ihrer Ashes Tour 1964 nach England) mit drei Wickets in Den Haag besiegte. Zwei Jahre später wurde der Verband ein assoziiertes Mitglied (associate member) des ICC.
1970 trafen die Niederlande erstmals auf Irland und 1979 auf Schottland. 1971 nahm der Wicket-Keeper R.F. Schoonheim im Spiel gegen Irland sieben Wickets. Für den Cricket World Cup 1975 in England erhielten die Niederländer als Nicht-Test-Nation keine Einladung. Nachdem der MCC die Verantwortung für die englische Nationalmannschaft 1977 an das Test and County Cricket Board übergeben hatte, wurde der KNCB zum ältesten noch bestehenden nationalen Cricketverband weltweit. Während der ersten beiden ICC Trophies 1979 und 1982 konnten die Niederlande keinen Erfolg verbuchen, nachdem sie bei beiden Turnieren jeweils in der Vorrunde ausgeschieden waren. Dadurch verpassten die Niederländer die Cricket World Cups 1979 und 1983 in England. Bei der dritten Austragung 1986 jedoch beendeten sie das Turnier nach Simbabwe auf dem zweiten Platz, was jedoch nicht als Qualifikation für den Cricket World Cup 1987 in Indien und Pakistan ausreichend war.

### Erfolgreiche Jahre
In den 1980er Jahren nahm die Anzahl im Ausland geborener Spieler in der Nationalmannschaft deutlich zu, wobei sich die meisten durch einen längeren Wohnsitz in den Niederlanden oder durch Annahme der niederländischen Staatsbürgerschaft qualifizierten. Obschon diese Spieler die Qualität der Nationalmannschaft verbesserten, erhöhten sie auch das Durchschnittsalter und reduzierten die Chancen jüngerer Spieler. Der Zeitraum von 1986 bis 2001 gilt als der erfolgreichste in der niederländischen Cricketgeschichte. Mitte der 1980er Jahre nahmen mehrere führende niederländische Cricketspieler eine professionelle Laufbahn bei einer der englischen Countyclubs auf. Der erste von ihnen war Paul-Jan Bakker, ein medium fast bowler, der zwischen 1986 und 1992 für Hampshire spielte. Der erfolgreichste niederländische Cricketspieler in England war Roland Lefebvre, ein rechtshändiger Batter und ebenfalls ein medium fast bowler, der überwiegend für Somerset (1990–1992) und Glamorgan (1993–1995) spielte. Sowohl Bakker als auch Lefebvre stellten sich bei Bedarf für die Nationalmannschaft zur Verfügung und Lefebvre war für mehrere Jahre Kapitän. Im Kontrast dazu bevorzugten es spätere Spieler wie Andre van Troost (Somerset) und Bastiaan Zuiderent (Sussex), für ihre Counties, anstatt für die Nationalmannschaft zu spielen. Wenn sie dann für die Nationalmannschaft spielten, waren sie weniger erfolgreich. 1988 unternahmen die Niederlande eine erfolgreiche Tour nach Neuseeland. 1989 bezwangen die Niederlande eine starke englische Mannschaft, die zwei zukünftige Kapitäne – Alec Stewart und Nasser Hussain – einschloss, mit drei Runs.
1990 waren die Niederlande Gastgeber der ICC Trophy, des ersten Turnieres seiner Art außerhalb Englands; sie beendeten das Turnier abermals auf dem zweiten Platz nach Simbabwe und verpassten damit den Cricket World Cup 1992 in Australien und Neuseeland. In den 1990er Jahren erzielten die Niederlande mehrere Heimsiege gegen etablierte Testnationen: 1991 gelang ein Sieg von fünf Wickets gegen die West Indies, 1993 besiegten sie England mit sieben Wickets und 1994 Südafrika mit neun Wickets. 1992 unterlagen sie daheim gegen Pakistan mit sieben Runs. 1994 qualifizierten sich die Niederlande erstmals für einen Cricket World Cup, nachdem sie bei der ICC Trophy den dritten Platz belegt hatten. Während des Cricket World Cup 1996 in Indien, Pakistan und Sri Lanka verloren sie alle Spiele gegen Neuseeland, England, Pakistan, die Vereinigten Arabischen Emirate sowie Südafrika und schieden als Gruppenletzte aus. Die Niederlande nahmen danach an der Cricket-Europameisterschaft 1996 teil und beendeten das Turnier auf dem zweiten Platz. Seitdem nahmen sie an jedem dieser Turniere teil und gewannen die Austragungen von 1998 sowie 2000.
Ab 1995 nahmen die Niederlande für die folgenden zehn Jahre an der englischen Natwest Trophy teil und erzielten 1999 das beste Ergebnis, als sie nach einem Sieg gegen Durham die vierte Runde erreichten. 1996 entstanden in Deventer und Amstelveen Spielfelder aus Gras, was als wichtiger Schritt für die Austragung internationaler Turniere galt. Den Niederländern gelang es jedoch nicht, sich für den Cricket World Cup 1999 zu qualifizieren, nachdem sie in der ICC Trophy 1997 in Malaysia nur den sechsten Platz belegt hatten. Sie waren dennoch Gastgeber eines Spieles bei dem Turnier, jenes von Kenia gegen Südafrika auf dem VRA Cricket Ground in Amstelveen.

### Verpasste Turniere
2001 gewannen die Niederlande erstmals die ICC Trophy, nachdem sie Namibia im Finale in Toronto besiegt hatten. Damit gelang erstmals die Qualifikation sowohl für die Champions Trophy 2002 in Sri Lanka als auch für den Cricket World Cup 2003 in Südafrika, Kenia und Simbabwe. Bei der Champions Trophy 2002 erlitten die Niederländer zwei deutliche Niederlagen gegen den Gastgeber und Pakistan, wodurch sie bereits in der Gruppenphase ausschieden. Der Cricket World Cup verlief auf ähnliche Weise: Die Niederländer versäumten es, nach Niederlagen gegen Indien, England, Australien, Pakistan und Simbabwe über die Vorrunde hinaus zu kommen, obschon sie ihren ersten internationalen ODI-Sieg im letzten Spiel gegen Namibia verbuchen konnten. Die beiden Batter Feiko Kloppenburg (mit 121 Runs) und Klaas-Jan van Noordwijk (mit 134 Runs ohne den Verlust seines Wickets) erzielten die beiden ersten ODI-Centuries für die Niederlande.
Die Niederlande beendeten die ICC Trophy 2005 auf dem fünften Platz und qualifizierten sich so für den Cricket World Cup 2007 in den West Indies, worauf sie ODI-status bis zum Qualifier 2009 erhielten. Das erste ODI-Match mit diesen neuen Status wurde für den März 2006 gegen Kenia anberaumt, musste aufgrund der kenianischen Tour nach Bangladesch jedoch abgesagt werden. Das erste Spiel (und das zwölfte insgesamt) fand daraufhin gegen Sri Lanka statt; es war dies auch das erste ODI-Heimspiel für die Niederlande. Sri Lanka gewann die Serie von zwei Spielen mit 2–0 und erzielte im ersten Spiel ein ODI-Rekordergebnis von 443/9. Im März 2006 bestritten die Niederlande ihr erstes Match beim Intercontinental Cup 2006 gegen Kenia in Nairobi. Sie erzielten ein Unentschieden, verbuchten jedoch ihre ersten sechs Punkte für den Vorsprung im ersten Innings. Im August desselben Jahres nahmen die Niederlande an Division One der Cricket-Europameisterschaft teil. Sie besiegten Dänemark und Italien, unterlagen aber Schottland. Das Turnier beendeten sie auf dem dritten Platz.

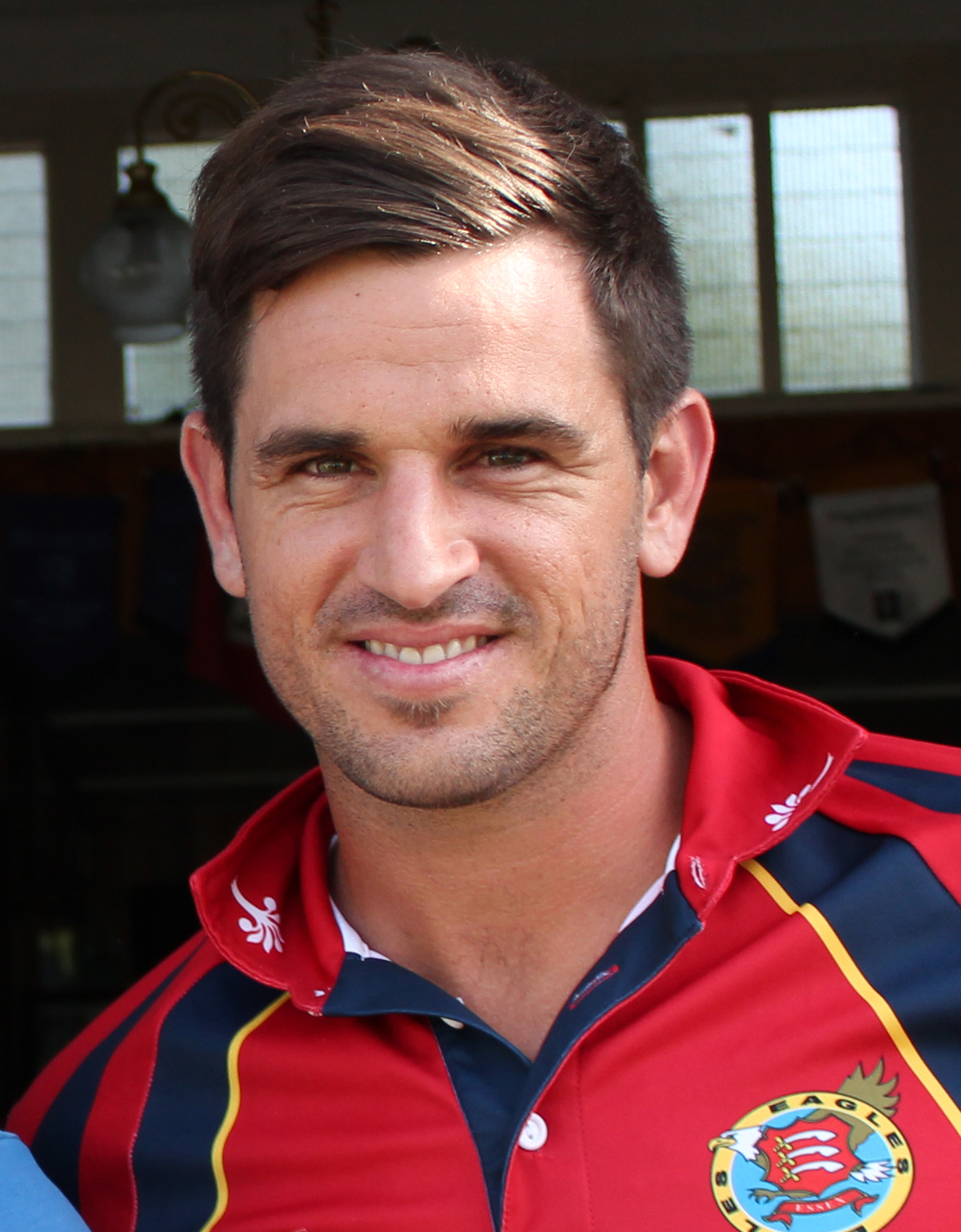
Der in Südafrika geborene Ryan ten Doeschate hält den Rekord für die höchste Batting Average im ODI-Cricket

Im November tourten die Niederlande nach Südafrika. Zuerst bestritten sie ein Match im Rahmen des Intercontinental Cup 2006 gegen Bermuda: David Hemp erzielte ein Rekordergebnis in diesem Turnier mit 247 Runs ohne den Verlust seines Wickets, das Spiel endete jedoch unentschieden. Darauf folgte die Associates Triangular Series 2006 in Südafrika gegen Bermuda und Kanada, die die Niederlande für sich entschieden. Das letzte Spiel 2006 in Südafrika war im Rahmen des Intercontinental Cups gegen Kanada. Die Niederlande gewannen dieses Spiel mit sieben Wickets, nachdem Ryan ten Doeschate ein neues Rekordergebnis mit 259 Runs ohne den Verlust seines Wickets aufgestellt hatte.
Im Frühjahr besuchten die Niederlande Nairobi für die Division One der World Cricket League, die sie auf den dritten Platz unter sechs Teilnehmern beendeten und sich dadurch nicht für die erste World Twenty20 2007 in Südafrika qualifizierten. Darauf folgte der Cricket World Cup 2007 in den West Indies, bei dem das Team bereits in der Gruppenphase ausschied, nach Niederlagen gegen Südafrika und Australien resultierte der einzige Sieg gegen Schottland. Nach dem Cricket World Cup durchlief die niederländische Mannschaft eine Übergangsphase. In dieser Zeit wurde die Nationalmannschaft von jener der Frauen überflügelt, die 2007 erstmals ein Test Match bestritt und damit einen höheren Status innerhalb des ICC genießt als die Nationalmannschaft der Männer. Es war dies das erste (und bis heute einzige Test Match) in den Niederlanden. Im Juni 2007 besuchte die niederländische Mannschaft Kanada für ein Intercontinental-Cup-Match gegen den Gastgeber in King City, das sie gewann. Daraufhin gewann sie das erste ODI der Tour mit 117 Runs. Danach beteiligten sie sich an der Quadrangular Series 2007 in Irland, unterlagen jedoch mit zehn Wickets den West Indies und mit einem Run Irland.
Im August 2008 stand der World Twenty20 Qualifier auf dem Programm. Während der Qualifikation bestritten die Niederlande ihre ersten T20I-Matches. Aufgrund der besseren Net Run Rate schlossen sie die Gruppe B auf dem ersten Platz ab. Im Halbfinale ließen sie Schottland hinter sich, während das Finale wegen Regens nicht ausgetragen werden konnte und die Mannschaft sich die Trophäe mit Irland teilte. Nach diesem Erfolg qualifizierten sich die Niederländer für die World Twenty20 2009 in England. Im Eröffnungsspiel gelang ihnen eine Sensation, als sie den Gastgeber im Lord’s mit vier Wickets besiegten. Im zweiten Spiel unterlagen sie dem späteren Turniersieger Pakistan, worauf sie aufgrund der schlechteren Net Run Rate nicht die Super 8 erreichten, nachdem diese zuvor von England besiegt worden waren. Bei der Qualifikation für die World Twenty20 2010 in den West Indies wurden sie nur Vierter und scheiterten somit. Gleiches war zwei Jahre später der Fall, als das Team bei der Qualifikation für die World Twenty20 2012 in Sri Lanka ebenfalls den vierten Platz belegte.

### Regelmäßige Teilnahme an Turnieren

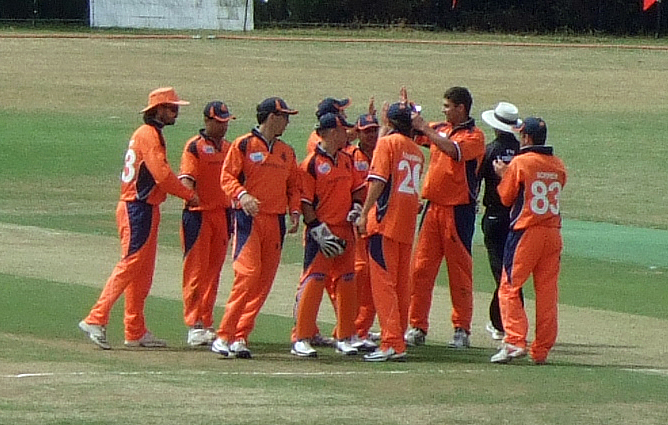
Die niederländische Nationalmannschaft am 5. Juli 2010 in Rotterdam

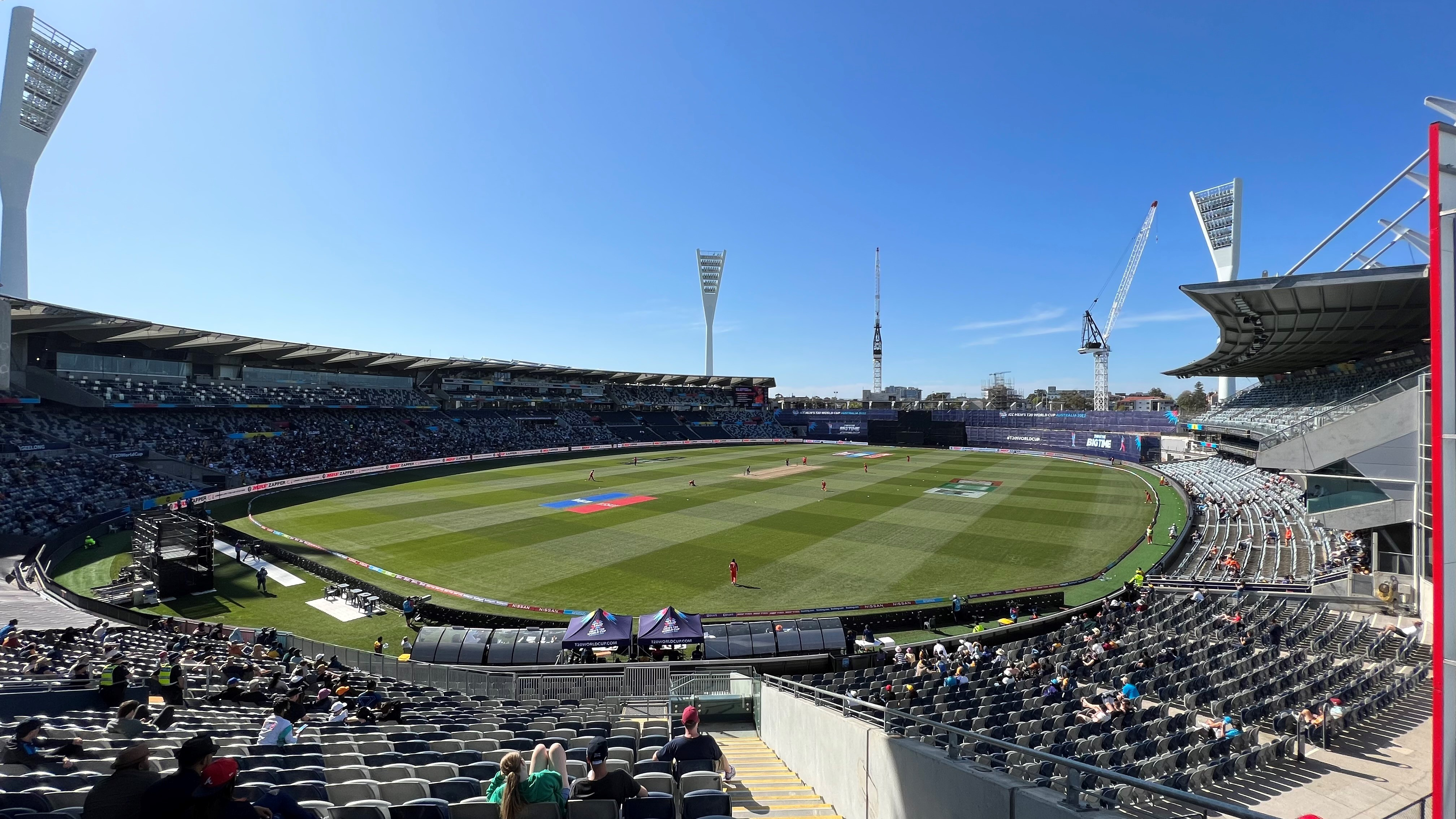
Match zwischen Sri Lanka und den Niederlanden beim T20 World Cup 2022 in Australien

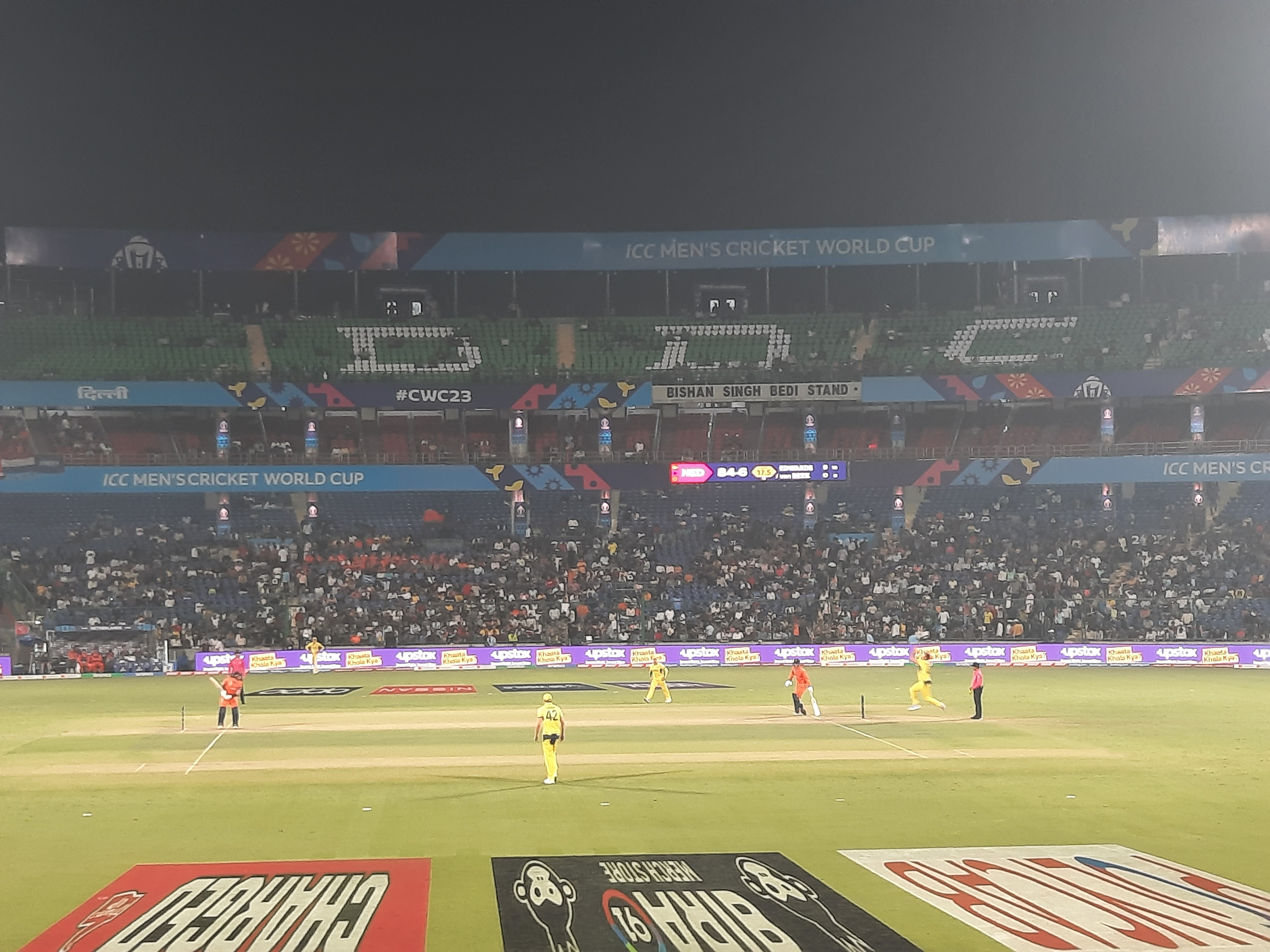
Match zwischen Australien und den Niederlanden beim Cricket World Cup 2023 in Indien

Am 20. Juli 2010 besiegten die Niederlande erstmals eine Testnation in einem ODI-Match. Im einzigen ODI während des Besuches Bangladeschs, das wegen Regens auf 30 Over verkürzt werden musste, besiegten sie die Gäste mit sechs Wickets. Dieser Sieg, zusammen mit der Gewinnbilanz gegen andere assoziierte und angeschlossene Nationen, sorgte dafür, dass die Niederlande erstmals auf der ODI-Rangliste des ICC aufgeführt wurden.
Mit dem dritten Platz beim Qualifikationsturnier 2009 qualifizierte sich das Team für den Cricket World Cup 2011 in Bangladesch, Indien und Sri Lanka. Dort erzielten die Niederlande am 22. Februar 2011 ihr höchstes Ergebnis gegen eine Testnation, als sie gegen England am Schlag begannen und 292 Runs erzielten, darunter Ryan ten Doeschate mit 119 Runs aus 110 Bällen. Die Niederlande waren jedoch nicht in der Lage, das hohe Ergebnis im Bowling zu verteidigen, womit sie einen Überraschungssieg verpassten; England gewann das Spiel schließlich mit sechs Wickets. In den anderen Spielen gegen die West Indies, Südafrika, Indien, Bangladesch und Irland gelang kein Sieg mehr und die Niederlande schieden als Gruppenletzte aus. Im September 2011 besiegte es Kenia in einer kurzen ODI-Serie daheim mit 2–0.
Beim World Twenty20 Qualifier 2013 konnten sich die Niederländer durchsetzen und in der Endrunde in Bangladesch erzielten sie einen Sieg und eine Niederlage, bevor sie zum letzten entscheiden Spiel aufliefen. Um sich mit einer besseren Net Run Rate gegenüber Simbabwe und Irland für die folgende Runde zu qualifizieren, mussten sie Irlands Ergebnis in 14.2 Over oder weniger einholen. Als Irland 189 Runs erzielte, schien dies jedoch unwahrscheinlich. Mit einem starken und aggressiven Batting erzielten sie ein Ergebnis von 193/4 in 13.5 Over, wodurch sie die Super 10 erreichten. Obschon die Niederländer dort die drei folgenden Spiele verloren, einschließlich 39/10 gegen Sri Lanka, erholten sie sich davon und bezwangen im letzten Spiel England, dennoch belegten sie dort den letzten Platz.
Im Juni 2014 wurde während der ICC-Sitzung in Melbourne an Nepal und den Niederlanden T20I-Status zuerkannt, nachdem sich beide für die World Twenty20 2014 qualifiziert hatten. Die Niederlande scheiterten jedoch sowohl in der Vorrunde der Qualifikation für den Cricket World Cup 2015 in Australien und Neuseeland als auch der Qualifikation für den Cricket World Cup 2019 in England und Wales. Dagegen gelang ihnen 2015 die Qualifikation für die World Twenty20 2016 in Indien, wo sie hinter Bangladesch in der Gruppe als zweiter endeten, jedoch nicht die Super 10 erreichten. Ebenso gelang die Qualifikation für den T20 World Cup 2021 in Oman und den Vereinigten Arabischen Emiraten, wo sie jedoch nach drei Niederlagen in der Vorrunde ausschieden. Die Niederländer konnten sich ebenso für den T20 World Cup 2022 in Australien qualifizieren, wo sie nach Siegen gegen die Vereinigten Arabischen Emirate und Namibia sowie einer Niederlage gegen Sri Lanka die Super 12 erreichten. Dort unterlagen sie Bangladesch, Indien und Pakistan, wodurch sie aus dem Turnier ausschieden. In seinen letzten beiden Spielen gelang es dem Team jedoch, die Testnationen Simbabwe und Südafrika zu besiegen, womit es sich direkt für den darauf folgenden T20 World Cup 2024 qualifizierte.
Nachdem die Niederlande die World Cricket League Championship 2015–17 gewonnen hatten, nahmen sie als einzige Nicht-Test-Nation an der Cricket World Cup Super League 2020–2023 für den Cricket World Cup 2023 in Indien teil und traten gegen die Testnationen an. Die Niederlande beendeten die Cricket World Cup Super League 2020–2023 auf dem 13. und letzten Platz, woraufhin sie die direkte Qualifikation verpassten und am Cricket World Cup Qualifier 2023 in Simbabwe um die letzten beiden Startplätze spielten und sich gleichzeitig einen Platz in der Cricket World Cup League 2 2023–2027 für den Cricket World Cup 2027 sicherten. Beim Cricket World Cup Qualifier 2023 erreichten die Niederländer das Finale, womit sie sich für das Hauptturnier in Indien qualifizierten. Im Qualifier gelang ihnen unter anderem der erste ODI-Sieg gegen die West Indies überhaupt, nachdem das Spiel unentschieden geendet und sie das nötige Super Over gewonnen hatten. In der Vorrunde des Cricket World Cup 2023 in Indien erlitten die Niederlande Niederlagen gegen Pakistan, Neuseeland, Sri Lanka, Australien, Afghanistan, England und Indien, es gelangen aber auch Überraschungssiege gegen die Vollmitglieder Südafrika und Bangladesch. Mit ihrem letzten Tabellenplatz verpassten sie jedoch die Champions Trophy 2025 in Pakistan. Beim T20 World Cup 2024 gelang den Niederländern ein Sieg gegen Nepal, wonach sie jedoch Südafrika, Bangladesch sowie Sri Lanka unterlagen und damit in der Vorrunde ausschieden. In der Europa-Qualifikation 2025 in den Niederlanden unterlag der Gastgeber lediglich Schottland, woraufhin Siege gegen Italien, Jersey und Guernsey gelangen, womit sich die Niederländer für den T20 World Cup 2026 qualifizierten.

## Organisation

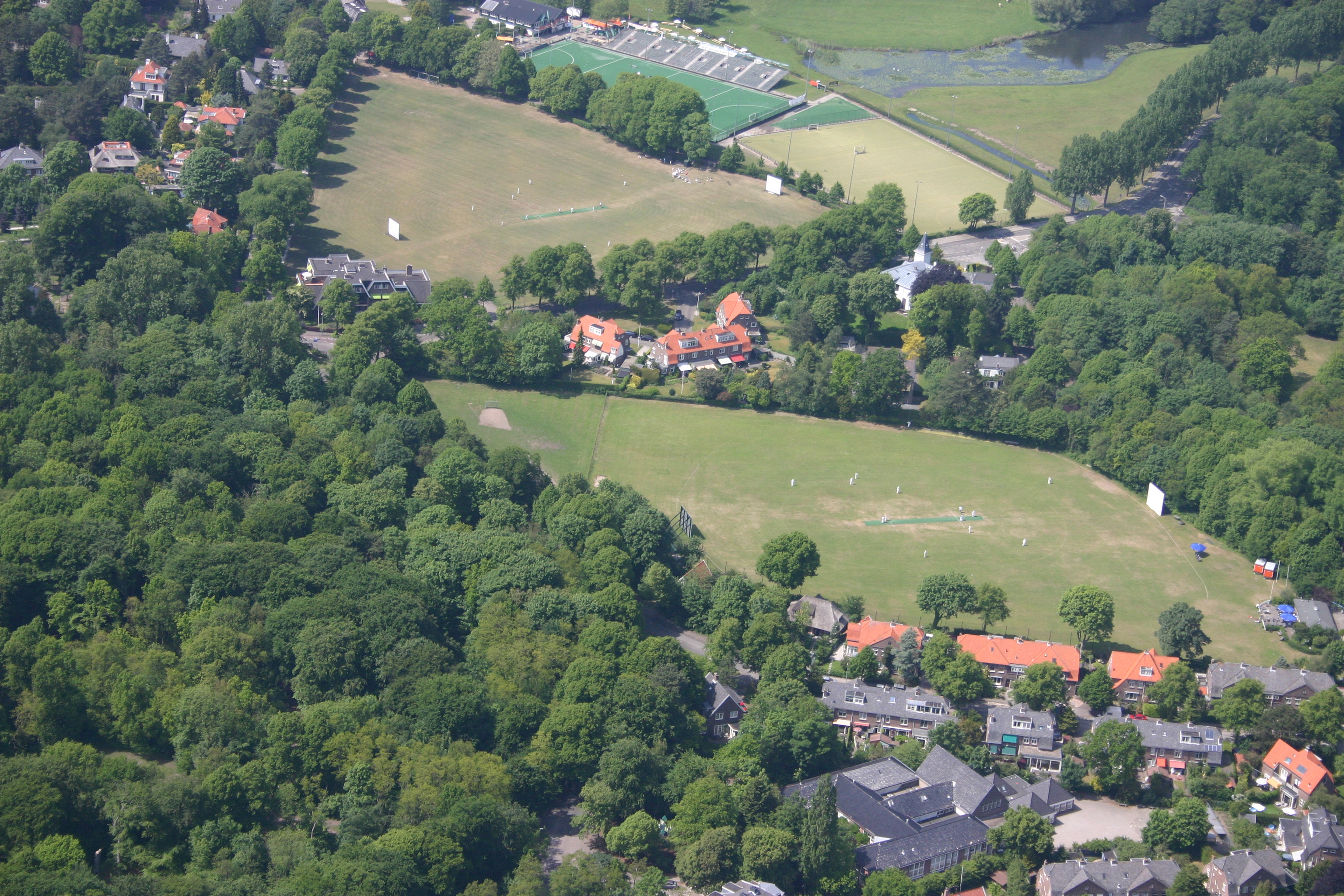
Cricketspiele beim Cricket Club Bloemendaal, Nord-Holland

Der Koninklijke Nederlandse Cricket Bond (KNCB) wurde 1883 als Nederlandse Cricket Bond (NCB) gegründet und erhielt 1958 von Königin Juliana eine königliche Urkunde. Er ist verantwortlich für die Organisation des Cricket in den Niederlanden. Seit 1966 vertritt er die Niederlande beim Weltverband International Cricket Council (ICC) als assoziiertes Mitglied. Spieler aus Sint Maarten, einem autonomen Land innerhalb des Königreiches der Niederlande, können für das West Indies Cricket Team nominiert werden.
Der KNCB stellt die Nationalmannschaften, einschließlich der für die Männer, Frauen und Jugend, zusammen. Außerdem ist der Verband verantwortlich für die Durchführung von ODI- und T20I-Serien gegen andere Nationalmannschaften sowie die Organisation von Heimspielen und -turnieren. Neben der Aufstellung des Teams ist er verantwortlich für den Kartenverkauf, der Gewinnung von Sponsoren und der Vermarktung der Medienrechte.
Kinder und Jugendliche werden bereits in der Schule an den Cricketsport herangeführt und je nach Interesse und Talent beginnt dann die Ausbildung. Wie andere Cricketnationen verfügen die Niederlande über eine U-19-Nationalmannschaft, die an der entsprechenden Weltmeisterschaft teilnimmt.

## Trikots, Logo und Spitznamen
Im ODI- und T20I-Cricket tragen niederländische Spieler orange Trikots mit orangen Ärmeln und einem blauen Halsragen sowie orangen Hosen. Feldspieler tragen eine blaue Baseball-Kappe mit orangen Farbakzenten oder einen orangen Sonnenhut. Die Helme der Batter sind ebenfalls orange gehalten. Bei offiziellen ICC-Turnieren erscheint das Logo des Sponsors auf dem rechten Ärmel und die Aufschrift NETHERLANDS auf der Vorderseite des Trikots.
Das Logo des Koninklijke Nederlandse Cricket Bond zeigt einen schreitenden, bekrönten Löwen, vor dem ein Wicket liegt. Der Löwe auf dem Logo ist das National- und Königstier der Niederlande.
Ein Spitzname der niederländischen Cricket-Nationalmannschaft lautet Oranje, abgeleitet von den orangefarbenen Trikots und dem Königshaus Oranien-Nassau. Der Ursprung lag in der französischen Grafschaft Orange, das Wilhelm I. von Oranien-Nassau erbte. Er führte im 16. Jahrhundert die Niederländer in die Unabhängigkeit von den Spaniern. Ihm ist auch die Nationalhymne „Het Wilhelmus“ gewidmet und Orange wurde zur Nationalfarbe der Niederlande. Ein weiterer Spitzname des Teams ist Flying Dutchmen.

## Stadien
Die Niederlande verfügen über kein offizielles Heimstadion für ihre Nationalmannschaft, sondern bestreiten ihre Heimspiele in verschiedenen Stadien des Landes. Die Mannschaft verwendete bisher auf heimischen Boden sechs Stadien für die Austragung von Heimspielen:
| Nr. | Stadion                     | Stadt                 | Erstaustragung  |
| --- | --------------------------- | --------------------- | --------------- |
| 1   | VRA Cricket Ground          | Amstelveen            | 26. Mai 1999    |
| 2   | Sportpark Maarschalkerweerd | Utrecht               | 25. Juni 2002   |
| 3   | Sportpark Thurlede          | Schiedam              | 23. Juli 2003   |
| 4   | Sportpark Het Schootsveld   | Deventer              | 5. August 2007  |
| 5   | Hazelaarweg Stadion         | Rotterdam             | 18. August 2007 |
| 6   | Sportpark Westvliet         | Leidschendam-Voorburg | 1. Juli 2010    |

## Spieler

### Spielerstatistiken
Insgesamt haben für die Niederlande 87 Spieler ODIs und 62 Spieler T20Is gespielt. Im Folgenden sind die Spieler aufgeführt, die für die niederländische Mannschaft die meisten Runs und Wickets erzielt haben.

#### Runs
| ODI                  | ODI                  | ODI                  | ODI                  | T20I                 | T20I                 | T20I                 | T20I                 |
| Spieler              | Zeitraum             | ODIs                 | Runs                 | Spieler              | Zeitraum             | T20Is                | Runs                 |
| -------------------- | -------------------- | -------------------- | -------------------- | -------------------- | -------------------- | -------------------- | -------------------- |
| Max O’Dowd           | 2019–heute           | 65                   | 2.153                | Max O’Dowd           | 2015–heute           | 84                   | 2.278                |
| Scott Edwards        | 2018–heute           | 69                   | 2.108                | Ben Cooper           | 2013–2021            | 58                   | 1.239                |
| Ryan ten Doeschate   | 2006–2011            | 33                   | 1.541                | Scott Edwards        | 2018–heute           | 79                   | 1.205                |
| Wesley Barresi       | 2010–heute           | 55                   | 1.352                | Stephan Myburgh      | 2012–2022            | 45                   | 0915                 |
| Tom Cooper           | 2010–2023            | 32                   | 1.319                | Michael Levitt       | 2024–heute           | 26                   | 0866                 |
| Stand: 11. Juli 2025 | Stand: 11. Juli 2025 | Stand: 11. Juli 2025 | Stand: 11. Juli 2025 | Stand: 11. Juli 2025 | Stand: 11. Juli 2025 | Stand: 11. Juli 2025 | Stand: 11. Juli 2025 |

#### Wickets
| ODI                  | ODI                  | ODI                  | ODI                  | T20I                 | T20I                 | T20I                 | T20I                 |
| Spieler              | Zeitraum             | ODIs                 | Wickets              | Spieler              | Zeitraum             | T20Is                | Wickets              |
| -------------------- | -------------------- | -------------------- | -------------------- | -------------------- | -------------------- | -------------------- | -------------------- |
| Aryan Dutt           | 2021–heute           | 53                   | 62                   | Paul van Meekeren    | 2013–heute           | 74                   | 84                   |
| Paul van Meekeren    | 2013–heute           | 39                   | 61                   | Roelof van der Merwe | 2015–heute           | 54                   | 60                   |
| Mudassar Bukhari     | 2007–2014            | 46                   | 57                   | Pieter Seelaar       | 2008–2021            | 77                   | 58                   |
| Pieter Seelaar       | 2006–2022            | 57                   | 57                   | Timm van der Gugten  | 2012–2024            | 49                   | 52                   |
| Ryan ten Doeschate   | 2006–2011            | 33                   | 55                   | Ahsan Malik          | 2012–2017            | 31                   | 44                   |
| Stand: 11. Juli 2025 | Stand: 11. Juli 2025 | Stand: 11. Juli 2025 | Stand: 11. Juli 2025 | Stand: 11. Juli 2025 | Stand: 11. Juli 2025 | Stand: 11. Juli 2025 | Stand: 11. Juli 2025 |

### Mannschaftskapitäne
Bisher haben insgesamt acht Spieler als Kapitän für die Niederlande bei einem ODI fungiert und fünf für ein T20I.
| ODI | ODI             | ODI        | T20I           | T20I       |
| Nr. | Name            | Zeitraum   | Name           | Zeitraum   |
| --- | --------------- | ---------- | -------------- | ---------- |
| 1   | Steven Lubbers  | 1996       | Jeroen Smits   | 2008–2009  |
| 2   | Roland Lefebvre | 1996–2003  | Peter Borren   | 2010–2017  |
| 3   | Luuk van Troost | 2003–2007  | Michael Swart  | 2013       |
| 4   | Jeroen Smits    | 2007–2009  | Pieter Seelaar | 2018–2021  |
| 5   | Peter Borren    | 2010–2014  | Scott Edwards  | 2022–heute |
| 6   | Pieter Seelaar  | 2018–2022  |                |            |
| 7   | Scott Edwards   | 2022–heute |                |            |
| 8   | Max O’Dowd      | 2025       |                |            |

## Bilanz
Die Mannschaft hat die folgenden Bilanzen gegen die Vollmitglieder des ICC im ODI- und T20I-Cricket (Stand: 11. Juli 2025).
| Gegner      | ODIs | ODIs | ODIs | ODIs | ODIs | T20Is | T20Is | T20Is | T20Is | T20Is |
| Gegner      | Sp.  | S    | U    | N    | NR   | Sp.   | S     | U     | N     | NR    |
| ----------- | ---- | ---- | ---- | ---- | ---- | ----- | ----- | ----- | ----- | ----- |
| Afghanistan | 10   | 2    | 0    | 8    | 0    | 4     | 2     | 0     | 2     | 0     |
| Australien  | 3    | 0    | 0    | 3    | 0    | 0     | 0     | 0     | 0     | 0     |
| Bangladesch | 3    | 2    | 0    | 1    | 0    | 5     | 1     | 0     | 4     | 0     |
| England     | 7    | 0    | 0    | 7    | 0    | 2     | 2     | 0     | 0     | 0     |
| Indien      | 3    | 0    | 0    | 3    | 0    | 0     | 1     | 0     | 1     | 0     |
| Irland      | 13   | 3    | 1    | 8    | 1    | 15    | 7     | 0     | 7     | 1     |
| Neuseeland  | 5    | 0    | 0    | 5    | 0    | 3     | 0     | 0     | 3     | 0     |
| Pakistan    | 7    | 0    | 0    | 7    | 0    | 2     | 0     | 0     | 2     | 0     |
| Simbabwe    | 7    | 3    | 0    | 4    | 0    | 5     | 2     | 1     | 2     | 0     |
| Sri Lanka   | 6    | 0    | 0    | 6    | 0    | 4     | 0     | 0     | 4     | 0     |
| Südafrika   | 8    | 1    | 0    | 6    | 1    | 3     | 1     | 0     | 2     | 0     |
| West Indies | 6    | 0    | 1    | 5    | 0    | 0     | 0     | 0     | 0     | 0     |

## Internationale Turniere

### Cricket World Cup
- 1975: nicht qualifiziert (nicht eingeladen)
- 1979: nicht qualifiziert (Qualifikation)
- 1983: nicht qualifiziert (Qualifikation)
- 1987: nicht qualifiziert (Qualifikation)
- 1992: nicht qualifiziert (Qualifikation)
- 1996: Vorrunde (Qualifikation)
- 1999: nicht qualifiziert (Qualifikation)
- 2003: Vorrunde (Qualifikation)
- 2007: Vorrunde (Qualifikation)
- 2011: Vorrunde (Qualifikation)
- 2015: nicht qualifiziert (Qualifikation)
- 2019: nicht qualifiziert (Qualifikation)
- 2023: Vorrunde (Qualifikation)
- 2027: laufende Qualifikation
- 2031: noch ausstehend

### Champions Trophy
- 1998: nicht qualifiziert
- 2000: nicht qualifiziert
- 2002: Vorrunde
- 2004: nicht qualifiziert
- 2006: nicht qualifiziert
- 2009: nicht qualifiziert
- 2013: nicht qualifiziert
- 2017: nicht qualifiziert
- 2025: nicht qualifiziert
- 2029: noch ausstehend

### T20 World Cup
- 2007: nicht qualifiziert (Qualifikation)
- 2009: Vorrunde (Qualifikation)
- 2010: nicht qualifiziert (Qualifikation)
- 2012: nicht qualifiziert (Qualifikation)
- 2014: Super 10 (Qualifikation)
- 2016: Vorrunde (Qualifikation)
- 2021: Vorrunde (Qualifikation)
- 2022: Super 12 (Qualifikation)
- 2024: Vorrunde
- 2026: qualifiziert (Qualifikation)
- 2028: noch ausstehend
- 2030: noch ausstehend

### ICC Intercontinental Cup
- 2004: Vorrunde
- 2005: Vorrunde
- 2006: Vorrunde
- 2007–08: 5. Platz
- 2009–10: 6. Platz
- 2011–13: 8. Platz
- 2015–17: 3. Platz